# ミッチー・アイー
ミッチ・アヒ（Michiel (Mitch) Ahyi、1998年7月28日 - ）は、オランダの男子バレーボール選手。ポジションはオポジット。アペルドールン出身。

## 所属チーム
- SV Dynamo（2013-2014年）
- Talentteam Papendal（2014-2017年）
- ノリコ・マーサイク（2017-2018年）
- Caruur Volley Gent（2018-2020年）
- Knack Roeselare（2020-2023年）
- Helios Grizzlys Giesen（2023-2024年）[1]
- ソウル・ウリィカード・ウリィWON（2024-）